# Kościół św. Jana Chrzciciela w Sochocinie
Kościół Świętego Jana Chrzciciela w Sochocinie – rzymskokatolicki kościół parafialny należący do dekanatu płońskiego diecezji płockiej.

## Historia
Budowa obecnego kościoła rozpoczęła się w 1908 roku, w czasie urzędowania księdza proboszcza Wincentego Chabowskiego. Jest to czwarta w dziejach parafii świątynia. Po dziesięciu latach, dzięki pomocy parafian, budowla została ukończona. Jest to kościół w stylu neogotyckim. Świątynię konsekrował biskup płocki Antoni Julian Nowowiejski w dniu 13 października 1918 roku. W latach 1919-1938 kościół był wyposażany i upiększany. W czasie II wojny światowej przez cały czas odprawiane były w nim nabożeństwa. Pod koniec okupacji hitlerowskiej świątynia została ograbiona z paramentów i szat liturgicznych. W latach 1945-2006 budowla była remontowana. Prace polegały na odrestaurowaniu wieży kościelnej, wymianie dachu z dachówki na ocynkowaną blachę, wymianie ram okiennych i drzwiowych z drewnianych na żelazne, zainstalowaniu żelaznych schodów na wieżę i chór a także zamontowaniu dzwonu z napędem elektrycznym. Prezbiterium, kaplice boczne i kaplica św. Franciszka zostały ozdobione polichromią wykonaną techniką al fresco i sgraffito. Dzięki staraniom księdza proboszcza Czesława Stolarczyka świątynia wzbogaciła się o nowy ołtarz i witraże w prezbiterium oraz zegar na wieży kościelnej.

## Proboszczowie
- 1795–1818: Michał Langhangi
- 1940–1948: Alojzy Poszwa
- 1948–1974: Wincenty Helenowski
- 1974–1997: Stanisław Zakrzewski
- 1998–2001: Jerzy Szczepanik
- od 2001: Czesław Stolarczyk

## Galeria

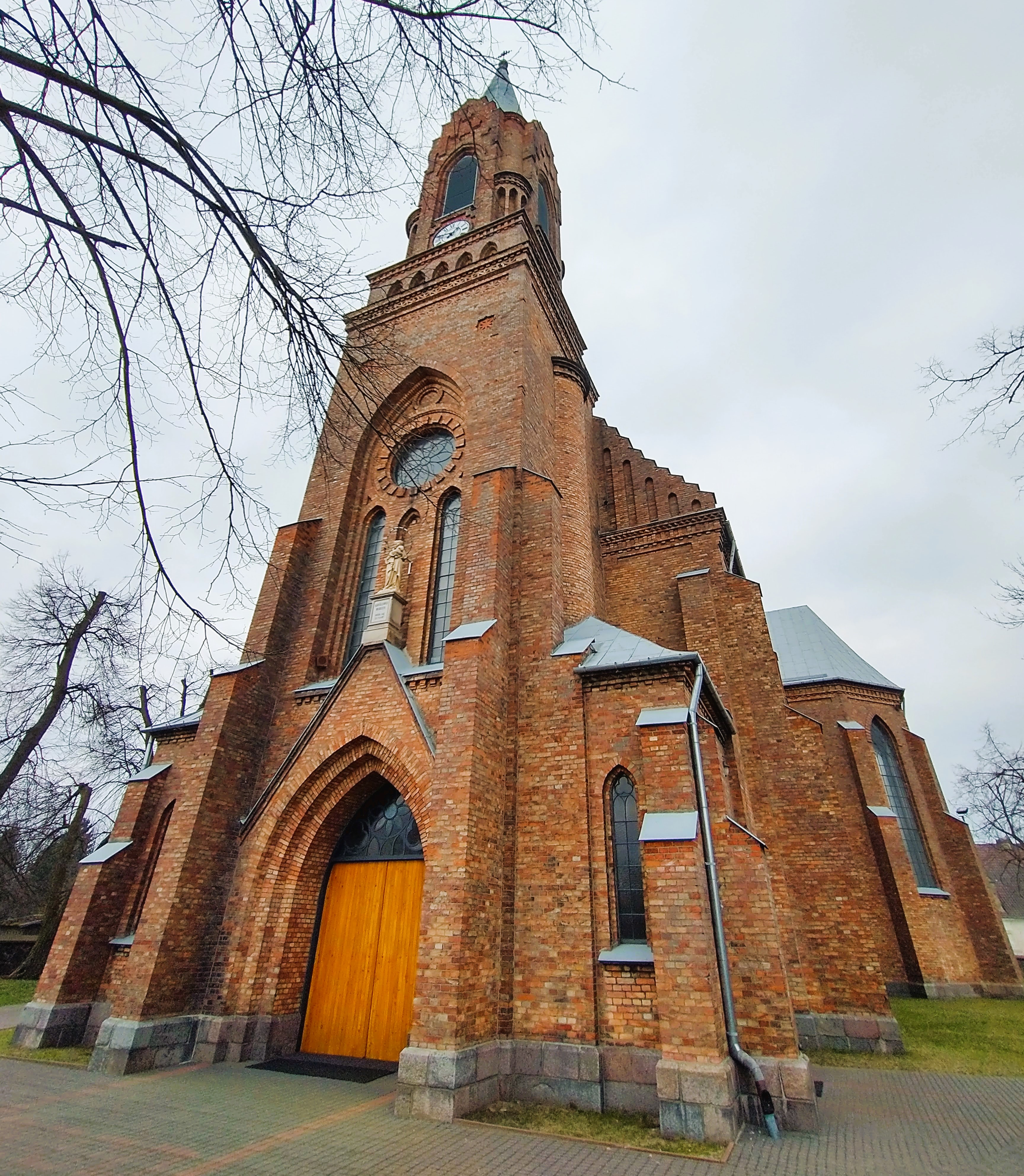
Wieża i wejście
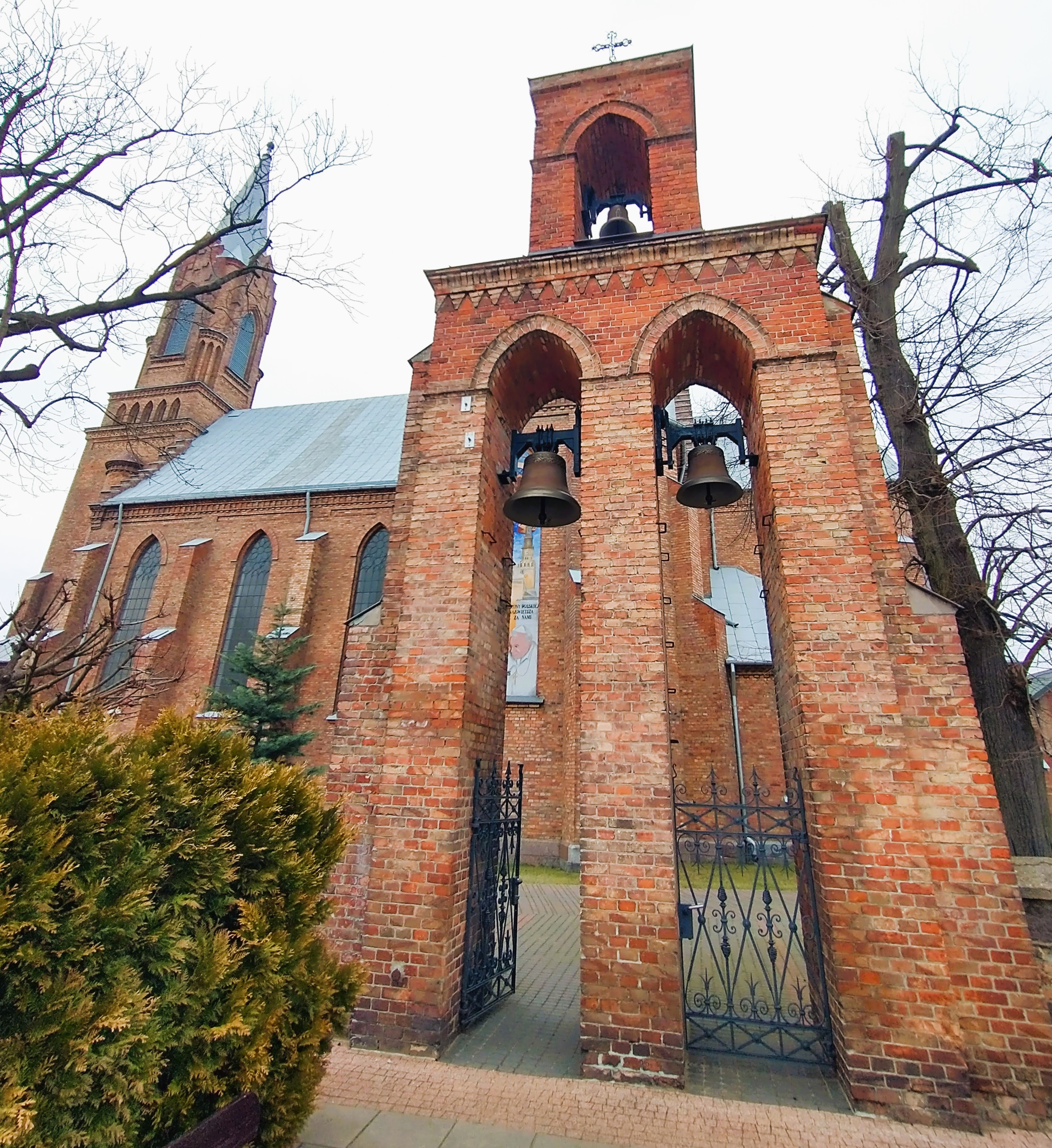
Dzwonnica
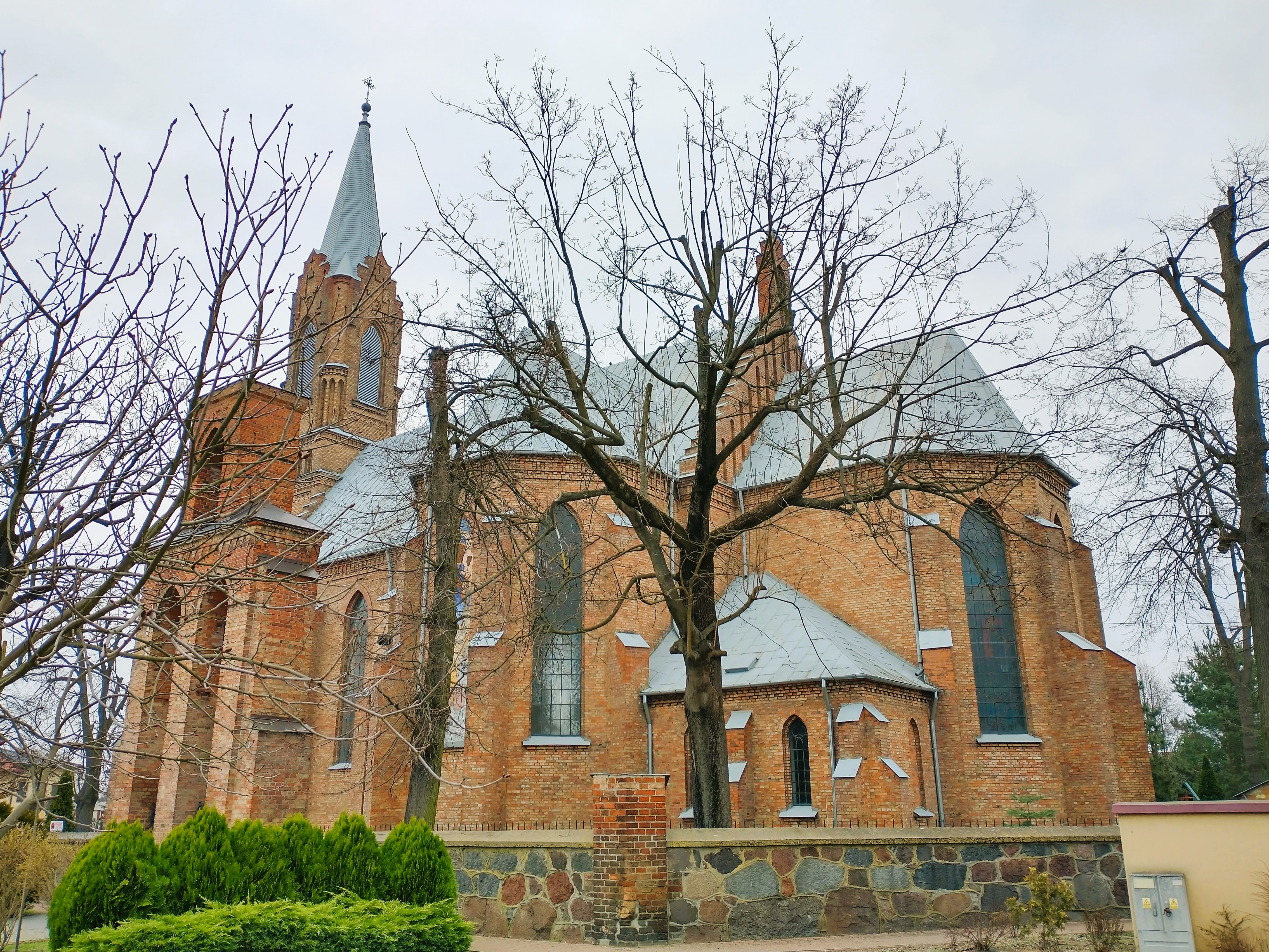
Widok od prezbiterium